# Vlag van Ehime

Vlag van Ehime (ratio 2:3)

Vlag van Ehime, 1989-1999 (ratio 2:3)

De prefecturale vlag van Ehime bestaat uit drie horizontale banen van geel, groen en geel in de verhouding 1:3:1 met op het midden aan de broekzijde een wit-oranje bloem. De bloem toont satsuma, de prefecturale bloem. Het wit van de bloemblaadjes staat voor bescheidenheid en vitaliteit, het groen voor vrede en hoop en het geel voor geluk. Het is een eenvoudige constructie die geen tekens bevat. De prefecturale vlag werd op 5 mei 1952 aangenomen.
De vorige prefecturale vlag werd aangenomen op 1 november 1989 en was een wit vlak met een rood, groen en blauw driekleurig embleem in het midden. Het embleem had een wervelende vorm en rood staat voor de zon, groen voor de berg Ishizuchi en blauw voor de Japanse Binnenzee. De vlag werd afgeschaft op 31 mei 1999, en wordt de vlag uit 1952 opnieuw aangenomen.